# Старостин, Василий Васильевич (архитектор)
Василий Васильевич Старостин (2 февраля 1876 — 1 июля 1965) — русский и советский архитектор, специалист по строительным материалам, профессор (с 1920-х годов), проректор Ленинградского института Гражданских инженеров (1924—1926).

## Биография
Окончил институт Гражданских инженеров в 1902. В 1910-е заведовал Фильтроозонной станцией на Пеньковой улице, был членом правления Выборгского товарищества устройства постоянных квартир и одним из авторов жилого дома этого товарищества, позже перестроенного и вошедшего в комплекс Выборгского дома культуры.
Преподавал на Женских политехнических курсах (также в 1910-е годы).

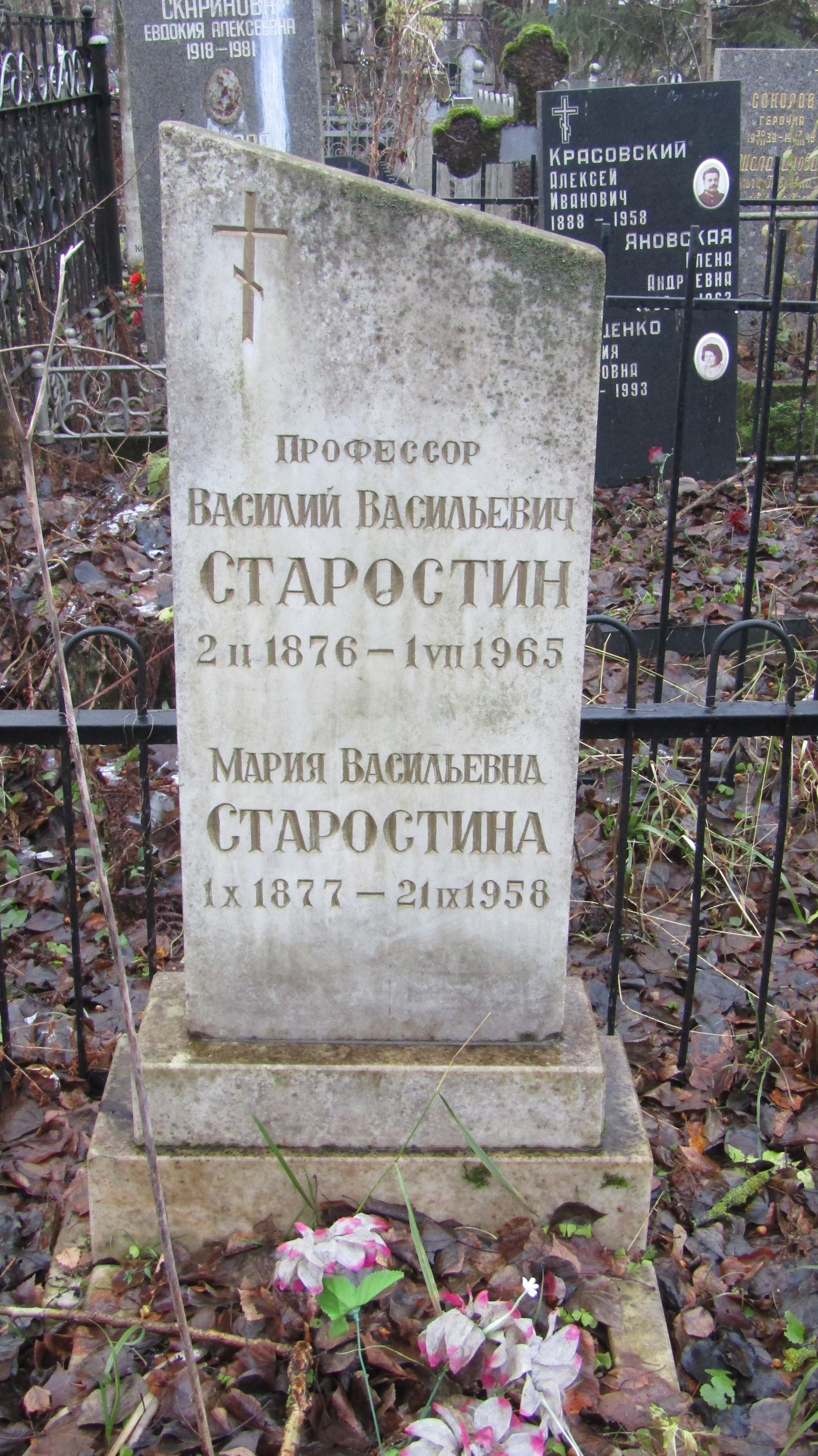
Могила Старостина В.В. Серафимовское кладбище, Санкт-Петербург.

## Проекты
- Малая Посадская улица, д.№ 26 — здание Женского педагогического института. Перестройка. 1904—1906. Совместно с А. И. Зазерским.
- Лоцманская улица, д.№ 5 — здание Лоцманского рынка. 1906—1907. Совместно с Ф. А. Ситниковым. (Не сохранилось).
- Пеньковая улица, д.№ 8 — здание Фильтроозонной станции. 1910. Совместно с Л. А. Серком.
- Улица Комиссара Смирнова, д.№ 15 ( памятник архитектуры[1][2]) — жилой дом Выборгского товарищества для устройства постоянных квартир. Строительство 1913—1916, совместно с А. И. Зазерским. В 1927 году здание было реконструировано и вошло в состав комплекса Выборгского дома культуры, построенного в стиле конструктивизма (архитекторы А. И. Гегелло, Д. Л. Кричевский, М. И. Китнер[1])